# 連江県政府
連江県政府（れんこうけんせいふ、繁: 連江縣政府）は、中華民国福建省連江県の最高行政機関である。

## 歴史

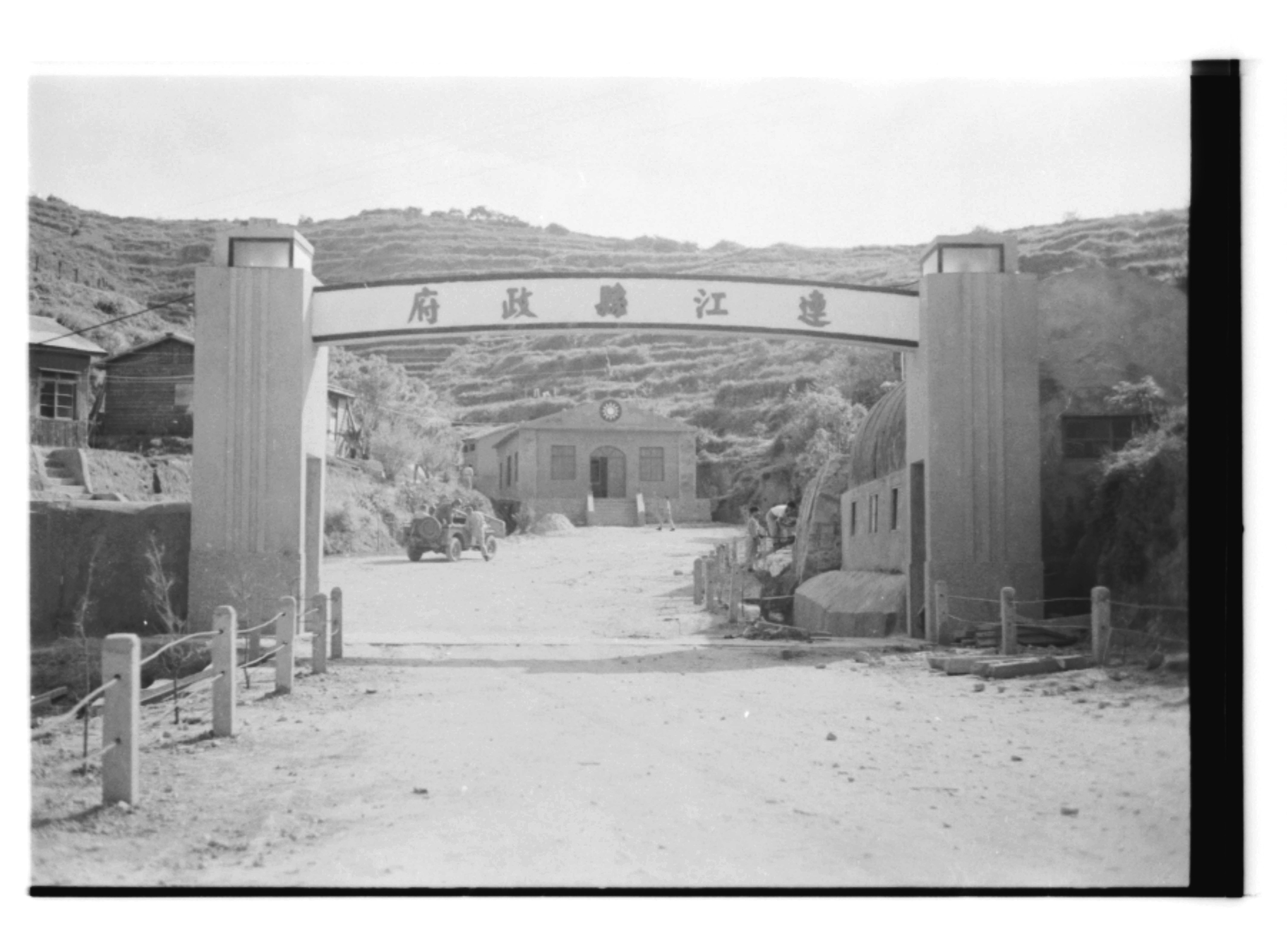
1950年代の連江県政府庁舎（現：馬祖日報社）

- 1949年（民国38年） - 中華民国が大陸を失陥して連江県政府が崩壊し、馬祖列島に軍政が敷かれる[1]。
- 1950年（民国39年）12月15日 - 福建省政府が馬祖行政公署を設置し、福建省沿岸の島々（白肯・南竿・北竿・東湧・西洋（中国語版）・浮鷹・四礵・岱山の8区）を管轄下に置く[1]。
- 1953年（民国42年）8月15日 - 馬祖行政公署が改組されて閩東北行署となり、連江（南竿・北竿を管轄）と長楽（中国語版）（白肯・東肯・東湧を管轄）の2県が設置される。
  - 8月17日 - 南竿郷に連江県政府が設置される[1]。
  - 9月 - 白肯郷に長楽県政府が設置される[1]。
- 1954年（民国43年）3月 - 東湧郷を管轄する羅源県が設置され、羅源県政府が東湧郷に設置される[1]。
- 1955年（民国44年）7月1日 - 閩東北行署が改組されて福建省第一区行政督察專員公署となる[1]。
- 1956年（民国55年）7月15日 - 戦地政務（中国語版）が開始。福建省第一区行政督察專員公署が廃止され、馬祖戦地政務委員会が設置される。同時に長楽県と羅源県も廃止され、馬祖列島の全域が連江県に編入される[1]。
- 1992年（民国81年）11月7日 - 戦地政務が終了し、連江県政府が福建省政府の管轄下に復帰して地方自治が復活する[1]。

## 組織
連江県政府は1999年（民国88年）公布の「連江県政府組織自治条例」に基づいて設置されている。
連江県政府は下部組織として9の処、7の一級機関、7の二級機関、9の学校を有し、それに加えて6つの県営事業機構も有している。

### 処
- 民政社会処
- 教育処
- 産業発展処
- 工務処
- 文化処
- 行政処
- 人事処
- 主計処
- 政風処

### 一級機関
- 警察局
- 消防局
- 衛生局（中国語版）
- 財政税務局
- 環境資源局
- 交通旅遊局
- 地政局

### 二級機関
- 南竿戸政事務所
- 北竿戸政事務所
- 莒光戸政事務所
- 東引戸政事務所
- 連江県港務処
- 連江県大同之家
- 連江県家庭教育中心

### 県営事業機構
- 公法人
  - 連江県馬祖日報社
  - 連江県公共汽車管理処
  - 連江県自来水廠
- 私法人
  - 連江県立医院
  - 馬祖酒廠実業股份有限公司
  - 馬祖連江航業有限公司